# Światocznaja
Światocznaja (biał. Сьвяточная, pol. Świąteczna) – czwarty album studyjny białoruskiego zespołu rockowego Krambambula, wydany w 2007 roku. Trafiło na niego dwanaście premierowych utworów, z których każdy nawiązuje do jednego święta w roku. W odróżnieniu od dwóch poprzedzających płytę albumów, Karali rajonu i Radyjo Krambambula 0,33 FM, w jej zapisie nie brali udziału gościnni wokaliści. Według słów lidera zespołu Lawona Wolskiego, muzycy chcieli zaprosić do udziału w albumie Siarhieja Michałoka, jednak był on zbyt zajęty pracą nad powstającym wtedy albumem Kapitał grupy Lapis Trubieckoj. Prezentacja Światocznej odbyła się 23 maja 2007 roku w mińskiej restauracji Sawiecki.

## Lista utworów
| Nr  | Tytuł utworu                                 | Oryginalna pisownia tytułu                  | Długość |
| --- | -------------------------------------------- | ------------------------------------------- | ------- |
| 1.  | „Świata, jakoje zaużdy z taboj”              | «Сьвята, якое заўжды з табой»               | 2:56    |
| 2.  | „Z Nowym hodam!”                             | «З Новым годам!»                            | 2:56    |
| 3.  | „Bieź ciabie”                                | «Безь цябе»                                 | 5:26    |
| 4.  | „Żyćcio j wydatnyja sprawy Światoha Patryka” | «Жыцьцё й выдатныя справы Сьвятога Патрыка» | 2:14    |
| 5.  | „Dzień durnia”                               | «Дзень дурня»                               | 3:37    |
| 6.  | „Wiasna u twaich waczach”                    | «Вясна ў тваіх вачах»                       | 3:17    |
| 7.  | „Paparać-kwietka”                            | «Папараць-кветка»                           | 3:20    |
| 8.  | „Naliwaj, bo nie jaduć”                      | «Налівай, бо не ядуць»                      | 3:50    |
| 9.  | „Sustrakajcie u hości (Czarapy dy kości)”    | «Сустракайце ў госьці (Чарапы ды косьці)»   | 2:51    |
| 10. | „7 listapada”                                | «7 лістапада»                               | 3:28    |
| 11. | „Dzień naradżeńnia”                          | «Дзень нараджэньня»                         | 3:22    |
| 12. | „Kaladnaja pieśnia”                          | «Калядная песьня»                           | 5:52    |
|     |                                              |                                             | 43:09   |

## Twórcy
- Lawon Wolski – wokal, gitara, klawisze
- Siarhiej Kananowicz – gitara, mandolina
- Uładzisłau Pluszczau – gitara basowa
- Alaksandr Chaukin – skrzypce, klawisze, harmonijka ustna
- Juraś Żdanau – trąbka
- Kastuś Karpowicz – puzon
- Mikoła Biełanowicz – perkusja
- Ullana Najdzien – dodatkowy wokal
- Hanna Kazłowa – dodatkowy wokal